# 6247 Amanogawa
6247 Amanogawa (1990 WY3) là một tiểu hành tinh vành đai chính được phát hiện ngày 21 tháng 11 năm 1990 bởi Endate và Watanabe ở Kitami.